# Sphaerodactylus homolepis
Sphaerodactylus homolepis — вид геконоподібних ящірок родини Sphaerodactylidae. Мешкає в Центральній Америці.

## Поширення і екологія
Sphaerodactylus homolepis мешкають на карибських схилах на крайньому південному сході Нікарагуа, в Коста-Риці і західній Панамі. Вони живуть у вологих рівнинних тропічних лісах, на висоті до 745 м над рівнем моря.